# Sentenza
Sentenza (ou Sentenza for iOS, anciennement Sentenza for iPhone) est un kit de compilation pour Microsoft Windows.
Compilation d'applications web vers :
- iPhone OS directement compilés en IPA (iPhone, iPod Touch, iPad).

## Description
Sentenza est un logiciel pour PC permettant de compiler des applications web (optimisées HTML5/CSS3/JS) en applications iPhone, iPod Touch ou iPad, au format IPA directement installable via iTunes sur un appareil débloqué. Une multitude d'options sont disponibles afin de personnaliser au maximum son application. Sentenza est compatible iOS4 et prend en charge le multitâche ainsi que l'écran Retina haute définition, et bénéficie de hautes performances d’exécution. Sentenza est actuellement le seul outil permettant de compiler pour iPhone, iPod Touch et iPad sur PC Microsoft Windows.
En novembre 2010, Sentenza lance son service de déploiement et de publication d'applications sur la plateforme AppStore, à partir d'applications directement compilées avec le logiciel au format IPA.

## Fonctions
Voici les fonctions paramétrables et outils de Sentenza :
- Optimisation iOS4.
- Prise en charge du multitâche.
- Prise en charge d'écran Retina.
- Optimisation HTML5/CSS3/JS (Ajax, jQuery, ...).
- Nom du créateur.
- Nom de l'application.
- Version.
- Copyright.
- Écran de bienvenue.
- Icone (57 px).
- Icone (512 px).
- Lien web vers l'icône (57 px).
- Répertoire des pages HTML.
- Type de barre d'état (masquée, par défaut, noire, translucide).
- Icône brillante.
- Identifiant personnalisé (mise à jour d'une application).
- Vérification avant compilation.
- Avertissement au démarrage.
- Infos-bulles.
- Guide HTML.
- Bibliothèque.